# Bauhinia stenoloba
Bauhinia stenoloba är en ärtväxtart som först beskrevs av Nathaniel Lord Britton och Ellsworth Paine Killip, och fick sitt nu gällande namn av Richard P. Wunderlin. Bauhinia stenoloba ingår i släktet Bauhinia och familjen ärtväxter. Inga underarter finns listade i Catalogue of Life.